# Zhao Ziyang
Zhao Ziyang, chiń. 赵紫阳 (ur. 17 października 1919 w Huaxian, zm. 17 stycznia 2005 w Pekinie) – polityk chiński, były premier ChRL i sekretarz generalny Komunistycznej Partii Chin.

## Życiorys
Urodził się w powiecie Hua w prowincji Henan w rodzinie posiadacza ziemskiego. W 1932 wstąpił do Ligi Młodzieży Komunistycznej, a w 1938 do Komunistycznej Partii Chin. Podczas wojny z Japonią działał w podziemiu komunistycznym, a następnie walczył w oddziałach Li Xianniana w wojnie domowej z Kuomintangiem. Od 1951 zajmował kierownicze stanowiska w lokalnych władzach partyjnych prowincji Guangdong, gdzie zainicjował szereg reform rolnych. W 1965 został pierwszym sekretarzem komitetu prowincjonalnego KPCh. Po rozpoczęciu rewolucji kulturalnej został w styczniu 1967 roku zdymisjonowany.
W 1971 roku został zrehabilitowany i przeniesiony do pracy w sekretariacie partyjnym w Mongolii Wewnętrznej. W 1973 roku został członkiem KC KPCh. W latach 1975–1980 sprawował funkcję pierwszego sekretarza KPCh w prowincji Syczuan, gdzie przeprowadził skuteczne reformy ekonomiczne (m.in. częściowo dekolektywizując rolnictwo i zwiększając samodzielność dyrektorów przedsiębiorstw), które w krótkim czasie podniosły produkcję przemysłową i rolną. Tzw. „eksperyment syczuański” stał się później modelem dla reform ekonomicznych przeprowadzonych przez Deng Xiaopinga.
W 1977 roku został członkiem Biura Politycznego Partii, a w kwietniu 1980 wicepremierem. W sierpniu 1980 roku zastąpił Hua Guofenga na stanowisku premiera, które piastował do 1987 roku. W okresie od 20 grudnia 1982 do 11 stycznia 1983 roku odbył podróż po 11 krajach afrykańskich, która przyniosła zacieśnienie relacji handlowych pomiędzy Chinami i Afryką. 19 grudnia 1984 roku podpisał z premier Wielkiej Brytanii Margaret Thatcher porozumienie o zwrocie Chinom Hongkongu.
Był jednym z głównych architektów przeprowadzonych w latach 80. reform wolnorynkowych. W styczniu 1987 roku zastąpił Hu Yaobanga na stanowisku sekretarza generalnego partii. Na początku demonstracji studenckich w Pekinie w 1989 roku szukał porozumienia z protestującymi. Został wówczas pozbawiony wszystkich stanowisk i osadzony w areszcie domowym na terenie rządowego kompleksu Zhongnanhai, gdzie przebywał do końca życia.